# 덕천옹주
덕천옹주(德川翁主, 생몰년 미상)는 조선의 옹주로, 제2대 임금 정종(定宗, 1357~1419, 재위: 1398~1400)의 서3녀이다. 어머니는 미상이다. 변상복(邉尙服)에게 하가했다.

1431년(세종13) 덕천군주(德川郡主)로 봉작되었다.

## 가족 관계
친정 전주 이씨(全州 李氏) 
- 조부 : 제1대 태조대왕(太祖大王, 1335~1408, 재위: 1392~1398)
- 조모 : 신의왕후 안변 한씨(神懿王后 安邊 韓氏, 1337~1391)
  - 아버지 : 제2대 정종대왕(定宗大王, 1357~1419, 재위: 1398~1400)
  - 어머니 : 미상

시가 원주 변씨(原州 邉氏)
- 시아버지 : 좌군총제 변이(左軍摠制 邉頤, ? ~1439)
- 시어머니 : 이달존(李達尊)의 딸
  - 부마 : 변상복(邉尙服, ? ~1455)
    - 장남 : 변견(邉堅)
    - 며느리 : 진주 하씨 - 주부(主簿) 하소미(河紹美)의 딸
      - 손자 : 변극인(邊克仁, 1461 ~ ?)
      - 손자 : 변극의(邊克義)
      - 손자 : 변극례(邊克禮)
      - 손녀 : 정린(鄭麟)에게 출가
      - 손녀 : 김지후(金智厚)에게 출가
      - 손녀 : 전의 이씨 이장손(李長孫)에게 출가

    - 차남 : 변후(邉厚)
    - 며느리 : 영산 신씨
      - 손자 : 변극준(邊克濬)
      - 손자 : 변극명(邊克明)

    - 삼남 : 변정(邉靖)
    - 며느리 : 순흥 안씨 - 안식(安埴)의 딸
      - 손자 : 변극문(邊克文)
      - 손녀 : 파평 윤씨 윤수팽(尹壽彭)에게 출가
      - 손녀 : 원주 원씨 원계정(元季禎)에게 출가

    - (첩)며느리 : 미상
      - 서손자 : 변극무(邊克武)

    - 장녀 : 전의 이씨 이수봉(李秀蓬)에게 출가
      - 외손자 : 이장식(李長植)
      - 외손자 : 이중식(李仲植)
      - 외손자 : 이원식(李元植)
      - 외손자 : 이경식(李慶植)
      - 외손녀 : 안동 권씨 권경희(權景禧)에게 출가

    - 차녀 : 김여진(金麗珍)에게 출가
      - 외손녀 : 한호(韓豪)에게 출가